# Taoista tajcsi
A „Taoista tajcsi” elnevezésű mozgásrendszer egy Moy Lin-shin nevű taoista szerzetes által összeállított egészségmegőrző gyakorlatsor, mely a Tajcsicsuan (Tai Chi Chuan vagy Taijiquan) harcművészet ún. „tradicionális hosszú forma” nevű gyakorlatán alapul. Maga a „tajcsi” egy ősi taoista szimbólum, pontosabban a Taó-nak a legalapvetőbb szimbóluma, illetve manapság divatosan a Tajcsicsuan rövidített neve. Valójában maga a Tajcsicsuan egy taoista irányzat, mint harcművészeti és egészségmegőrző, valamit filozófiai rendszer, tehát nem taoista Tajcsi nem létezik.
A gyakorlatsort a Taoista tajcsi alapítója Torontóban kezdte el oktatni 1970-ben. Moy mester valamelyest módosította a széles körben ismert Yang-stílusú Tajcsicsuan formát, miközben a Liu He Ba Fa művészethez hasonlóan, az egészségmegőrző gyakorlatok közé integrált más stílusokból átvett mozgásokat is, és egyben kihagyta a Tajcsicsuan lényegét adó páros gyakorlatokat. Moy Lin-shin egyik fő tanára Leung Jee-peng (Liang Tzu-peng, 1900-1974) volt, a Liu He Ba Fa és más kínai harcművészetek instruktora, a Sanghaj-ban lévő Ching Wu Harcművészeti Akadémia tanára.
Moy mester egészségjavító és egészségmegőrző szándékkal állította össze a Taoista tajcsi formát, mellőzve a páros gyakorlatokat és a harcművészeti alkalmazásokat. A Taoista tajcsi formája, mely majdnem teljesen megegyezik a Jang-formával, 108 egymást követő, koncentráció által ellenőrzött, lassan végrehajtott mozdulatból áll, s az alapító szerint csakúgy mint a Jang (Yang) stílusú Tajcsicsuan esetében, a testet és a lelket ellazítja, javítja a koordinációt, valamint javítja az egészséget és a mozgékonyságot. A lágy, fordító és nyújtó mozdulatok oldják a feszültséget és felfrissítik a gyakorló energiarendszerét. Bár nem bizonyított, de az iskola tanítása szerint jótékony hatással bír a szív- és érrendszerre, a csontrendszerre-, valamint az izom- és idegrendszer állapotára és a teljes szervezet működésére. Korhatárra való tekintet nélkül bárki végezheti. A Taoista tajcsi tehát a Tajcsicsuan egy részét veszi figyelembe, az egyénre helyezve a hangsúlyt, mellőzve az emberi kapcsolatokat és az érzékelést finomító páros gyakorlást, a teljesség igénye nélkül.
A Taoista tajcsi valójában a Tajcsicsuan olyan átdolgozása, amely mellőzi a harci alkalmazásokat, s így a teljességnek egy kiragadott részére koncentrál. A stílus gyakorlatát főleg önkéntes, képzett instruktorok tanítják, szerte a világon.

## A taoista tajcsi 108 lépése
A taoista tajcsi 108 lépése megegyezik a tajcsicsuan 108 lépéses formagyakorlatának neveivel:
| 1. A tajcsi kezdete 2. Elkapja a madár farkát balról 3. Elkapja a madár farkát 4. Ostor oldalra 5. Emelkedik és kezet emel 6. A fehér gólya kiterjeszti a szárnyait 7. Térdsúrolás (bal) 8. Pendíti a pei pát 9. Térdsúrolás és fordulás (bal) 10. Térdsúrolás és fordulás (jobb) 11. Térdsúrolás és fordulás (bal) 12. Pendíti a pei pát 13. Térdsúrolás és fordulás (bal) 14. Ökölcsapás 15. Emelkedik, hárít és üt 16. Mintha becsukná a kaput 17. A kezek keresztezése 18. Viszi a tigrist a hegyre 19. Ostor átlósan 20. Ököl a könyök alatt 21. Hátralép és elhárítja a majmot (jobb) 22. Hátralép és elhárítja a majmot (bal) 23. Hátralép és elhárítja a majmot (jobb) 24. Repülés átlósan 25. Emelkedik és kezet emel 26. A fehér gólya kiterjeszti a szárnyait 27. Térdsúrolás (bal) 28. Tű a tengerfenéken 29. Legyező a háton át 30. Fordulás és ökölcsapás 31. Emelkedik, hárít és üt 32. Emelkedik és elkapja a madár farkát 33. Ostor oldalra 34. Száll a kéz, mint a felhő (ötször) 35. Ostor oldalra 36. Emelkedik és paskolja a lovat 37. Jobb láb elkülönítése 38. Bal láb elkülönítése 39. Fordulás és rúgás 40. Térdsúrolás és fordulás (bal) 41. Térdsúrolás és fordulás (jobb) 42. Lépés és ütés 43. Fordulás és ökölcsapás 44. Emelkedik, hárít és üt 45. Rúgás jobb lábbal 46. Üti a tigrist balról 47. Üti a tigrist jobbról 48. Rúgás jobb lábbal 49. Üti a fülét ököllel 50. Rúgás bal lábbal 51. Fordulás és rúgás 52. Ökölcsapás 53. Emelkedik, hárít és üt 54. Mintha becsukná a kaput | 55. A kezek keresztezése 56. Viszi a tigrist a hegyre 57. Ostor vízszintesen 58. A vadló sörényének elválasztása (jobb) 59. A vadló sörényének elválasztása (bal) 60. A vadló sörényének elválasztása (jobb) 61. A vadló sörényének elválasztása (bal) 62. A vadló sörényének elválasztása (jobb) 63. Elkapja a madár farkát balról 64. Emelkedik és elkapja a madár farkát 65. Ostor oldalra 66. Bájos hölgy a szövőszéknél (bal) 67. Bájos hölgy a szövőszéknél (jobb) 68. Bájos hölgy a szövőszéknél (bal) 69. Bájos hölgy a szövőszéknél (jobb) 70. Elkapja a madár farkát balról 71. Emelkedik és elkapja a madár farkát 72. Ostor oldalra 73. Száll a kéz, mint a felhő (hétszer) 74. Ostor oldalra 75. Kígyókúszás 76. Arany kakas egy lábra áll (jobb) 77. Arany kakas egy lábra áll (bal) 78. Hátralép és elhárítja a majmot (bal) 79. Hátralép és elhárítja a majmot (jobb) 80. Repülés átlósan 81. Emelkedik és kezet emel 82. A fehér gólya kiterjeszti a szárnyait 83. Térdsúrolás (bal) 84. Tű a tengerfenéken 85. Legyező a háton át 86. Fordulás és ökölcsapás 87. Emelkedik, hárít és üt 88. Emelkedik és elkapja a madár farkát 89. Ostor oldalra 90. Száll a kéz, mint a felhő (háromszor) 91. Ostor oldalra 92. Emelkedik és paskolja a lovat 93. Kezek keresztezése 94. Fordulás és rúgás 95. Ökölcsapás 96. Emelkedik, hárít és üt 97. Emelkedik és elkapja a madár farkát 98. Ostor oldalra 99. Kígyókúszás 100. Emelkedj a hét csillaghoz 101. Hátralép és megüli a tigrist 102. Fordulás és lótuszt söpör 103. Meghúzza az íjat a tigrisre 104. Ökölcsapás 105. Emelkedik, hárít és üt 106. Mintha becsukná a kaput 107. A kezek keresztezése 108. A tajcsi befejezése |

## Lásd még
- Tajcsicsuan szócikk !
- Jang Csen Fu - Az egyik mozgássor névadója.